# Nüvədi
Nüvədi è un comune dell'Azerbaigian situato nel distretto di Lerik. Conta una popolazione di 384 abitanti.